# Biskupi katowiccy
Biskupi katowiccy – biskupi diecezjalni, biskupi koadiutorzy i biskupi pomocniczy diecezji, a od 1992 archidiecezji katowickiej.

## Biskupi

### Biskupi diecezjalni
| Lata urzędowania | Biskup | Biskup             | Uwagi |
| ---------------- | ------ | ------------------ | --- |
| 1926             |        | August Hlond       | następnie arcybiskup metropolita gnieźnieński i poznański i prymas Polski, późniejszy arcybiskup metropolita warszawski, kardynał |
| 1926–1930        |        | Arkadiusz Lisiecki | |
| 1930–1967        |        | Stanisław Adamski  | |
| 1967–1985        |        | Herbert Bednorz    | |
| 1985–2011        |        | Damian Zimoń       | od 1992 arcybiskup metropolita |
| 2011–2023        |        | Wiktor Skworc      | arcybiskup metropolita |
| 2023–2024        |        | Adrian Galbas      | arcybiskup metropolita, następnie arcybiskup metropolita warszawski                                                               |

### Biskupi pomocniczy
| Lata urzędowania | Biskup | Biskup             | Uwagi |
| ---------------- | ------ | ------------------ | --- |
| 1934–1937        |        | Teofil Bromboszcz  | |
| 1937–1978        |        | Juliusz Bieniek    | |
| 1950–1967        |        | Herbert Bednorz    | koadiutor, następnie biskup diecezjalny katowicki                                                              |
| 1962–1991        |        | Józef Kurpas       | |
| 1970–1992        |        | Czesław Domin      | następnie biskup diecezjalny koszalińsko-kołobrzeski                                                           |
| 1980–1992        |        | Janusz Zimniak     | następnie biskup pomocniczy bielsko-żywiecki                                                                   |
| 1988–2012        |        | Gerard Bernacki    | |
| 1997–2007        |        | Piotr Libera       | następnie biskup diecezjalny płocki                                                                            |
| 1998–2005        |        | Stefan Cichy       | następnie biskup diecezjalny legnicki                                                                          |
| 2006–2013        |        | Józef Kupny        | następnie arcybiskup metropolita wrocławski                                                                    |
| od 2015          |        | Marek Szkudło      | |
| od 2015          |        | Adam Wodarczyk     | |
| od 2018          |        | Grzegorz Olszowski | |
| 2021–2023        |        | Adrian Galbas      | arcybiskup koadiutor, następnie arcybiskup metropolita katowicki, późniejszy arcybiskup metropolita warszawski |